# Francesco Giovanni Brugnaro
Francesco Giovanni Brugnaro (San Donà di Piave, 16 de março de 1943) é um clérigo italiano e arcebispo católico romano emérito de Camerino-San Severino Marche.
O Arcebispo de Milão, Carlo Maria Martini SJ, o ordenou sacerdote em 18 de dezembro de 1982.
Papa Bento XVI nomeou-o Arcebispo de Camerino-San Severino Marche em 3 de setembro de 2007. O Papa o consagrou pessoalmente como bispo em 29 de setembro do mesmo ano; Os co-consagradores foram Tarcisio Pietro Evasio Cardeal Bertone SDB, Cardeal Secretário de Estado e Cardeal Chamberlain, e o Cardeal Mariano Jaworski, Arcebispo de Lemberg. Como lema ele escolheu Omnia possibilia credenti. A inauguração na Arquidiocese de Camerino-San Severino Marche ocorreu em 28 de outubro de 2007.
Em 27 de julho de 2018, o Papa Francisco aceitou sua aposentadoria por motivos de idade.